# Сеймяну, Петре-Влад
Петре-Влад Сеймяну (рум. Petre-Vlad Seimeanu, 26 ноября 1917 — после 1977) — румынский шахматист.
Чемпион Румынии 1943 г.
Участник международного турнира в Бухаресте 1949 г.
В составе сборной Румынии участник Балканиады 1947 г. и международного матча со сборной Франции 1955 г.

## Спортивные результаты
| Год  | Город    | Соревнование                                        | + | − | = | Результат | Место |
| ---- | -------- | --------------------------------------------------- | - | - | - | --------- | ----- |
| 1943 | Бухарест | Чемпионат Румынии                                   |   |   |   |           | 1     |
| 1947 | София    | Балканиада (сборная Румынии)                        |   |   |   | [ 1 ]     |       |
| 1949 | Бухарест | Международный турнир                                |   |   |   | [ 2 ]     |       |
| 1955 | Бухарест | Матч Румыния — Франция (8-я доска, против Ш. Обера) | 1 | 1 | 0 | 1 из 2    |       |
| 1977 | Решица   | Турнир румынских шахматистов                        |   |   |   |           |       |